# Babydaddy
 (octobre 2023).
Si vous disposez d'ouvrages ou d'articles de référence ou si vous connaissez des sites web de qualité traitant du thème abordé ici, merci de compléter l'article en donnant les références utiles à sa vérifiabilité et en les liant à la section « Notes et références ».
Scott Hoffman (né le 1er septembre 1976 à Houston au Texas), connu à la scène sous le nom de Babydaddy, est un des membres fondateurs du groupe de glam-rock Scissor Sisters. Il s’occupe d’une partie des cordes et des chœurs, mais c'est aussi le compositeur et la plume du groupe. Dans ce groupe très visuel, c’est le petit ours barbu et dodu de la bande.
Il fréquenta l’université Columbia, où il étudia l’écriture et la composition musicale, puis il s’orienta vers l’univers de la dance music.
Par l’intermédiaire d’un ami d’enfance il rencontra Jason Sellards (qui allait devenir Jake Shears) à qui il demanda de faire les chants sur ses morceaux. Quand Hoffman déménagea à New York pour étudier l’écriture à  Columbia, le groupe se créa de manière officielle et pris son nom actuel — ce qui en fit les deux premiers membres du groupe Scissor Sisters en 2001. À ce moment-là, le groupe n’est encore que la combinaison de la musique de Babydaddy et du chant de Jake Shears, habillée de performances visuelles. Le logo de Scissor Sisters (une paire de ciseaux dont les lames dessinent des jambes de femme) a été créé par Babydaddy qui assure l’avoir réalisé dans les tout premiers jours d’existence du groupe, après que Jake Shears eut trouvé un nom qui lui est venu comme ça. Il raconte : « il m’a dit le nom et j’ai fait le logo le lendemain. C'était un peu bancal mais ça l'a fait. Et puis on a joué. »
Depuis lors le groupe s’est agrandi et a recruté d’autres membres, dans un processus d’expansion et d'exploration de styles musicaux, pour embrasser des genres aussi différents que le rock, la disco ou la dance music.
Babydaddy joue de plusieurs instruments aussi bien les claviers que de la guitare, de la basse et du banjo. Jake Shears et lui sont les principaux paroliers du groupe. Ils ont également écrit pour Kylie Minogue le tube I Believe In You, ainsi que le titre plus récent White Diamond.

## Sources
- Silent Uproar
- Dallas Observer